# Фецович Іван Панькович
Фецо́вич Іва́н Па́нькович (*11 лютого 1927, 
с. Ляшки, Ярославський повіт (Надсяння), Польська республіка – † 17 листопада 2000, Львів, Україна) – український автошляховик, мостобудівник, кандидат технічних наук, доцент кафедри будівельних конструкцій та мостів інженерно-будівельного факультету Державного університету «Львівська політехніка».

## Життєвий шлях
Народився в с. Ляшки Ярославського повіту в родині Панька та Єви Фецовичів. Початкову освіту здобував у народній школі с. Ляшки (4-5 клас), та Ярославській гімназії (1942–1944 рр.). Внаслідок примусової депортації українців із Польщі (операція «Вісла») у 1945 р. родину Фецовичів було переселено в Західну Україну. Оселилися на Тернопільщині, а через рік, у 1946 р., переїхали в селище Сихів, що в передмісті Львова. Із 1945 по 1951 рік  Іван Фецович навчався у Львівському політехн. інституті на інженерно-будівельному факультеті. Здобувши технічну освіту, в 1951–1953 рр. працював на інженерних посадах у Чернівецькій області. 
У 1953–1965 рр. Іван Фецович – головний інженер Республіканської контори з досліджень і проектування автомобільних доріг та співробітник Укрдіпродортранс Міністерства автомобільного транспорту й шосейних доріг УРСР.
У 1965 р. повернувся до Львова. Здійснював наукові дослідження в царині будівництва шляхів та мостів. З 1969 р. до кін. 1999 р. працював у Національному університеті «Львівська політехніка». Із 1982 р. Іван Фецович – доцент кафедри будівельних конструкцій та мостів. Активний учасник товариства «Просвіта» та «Народного руху» в Національному університеті «Львівська політехніка» 1988–1990-х рр.

## Внесок
Нові концепції шляхобудівництва Івана Фецовича, зокрема наукові ідеї узгодження мостів і шляхопроводів із насипами, сприяли розвитку автошляхової справи в Україні. Його наукові пошуки й здобутки були апробовані під час будівництва автошляхів та детально описані в кандидатській дисертації: «Графоаналітичний метод проектування конусів насипу в мостах і шляхопроводах», яку Іван Фецович написав (захистив у 1974 р.) на кафедрі проектування доріг Київського автомобільно-дорожнього інституту під керівництвом Ярослава Хом'яка. Серед проблем вітчизняного шляхобудівництва, які вдалося вирішити І. Фецовичу, – розробка нових технологічних рішень у проектуванні насипів, які запобігають ерозії земляного полотна.
Зі середини 1970-х років Іван Фецович викладав курс мостобудівельної справи на кафедрі автомобільних доріг і мостів інженерно-будівельного факультету Державного університету «Львівська політехніка»; на гуманістичних засадах виховував студентську молодь; проводив наукові дослідження; з ініціативи Степана Кожум'яки розпочав укладати автошляхові словники, два з яких вийшли друком: «Українсько-російський автошляховий словник» (9 тис. термінів) та «Російсько-український автошляховий словник» (25 тис. термінів). Поряд із термінологічними поняттями будівництва й експлуатації автомобільних шляхів у них також представлено термінолексику з автомобілебудування й залізничного транспорту.